# Pieter Bouten
Pieter Bouten is een personage uit de Vlaamse ziekenhuisserie Spoed dat werd gespeeld door Sven Ronsijn. Hij was een vast personage van 2007 tot 2008.

## Personage
Bouten wordt aangesteld als een van de drie stagiair-dokters die dokter Ellen Van Poel moeten vervangen. Hij heeft elk studiejaar 2 keer gedaan, maar daardoor beweert hij dat hij dan ook 2 keer zo goed is. Pieter is een versierder, maar gelukkig krijgt hij dokter Iris Van de Vijver als stagebegeleider toegewezen. Zij is heel gelukkig met haar vriend, dokter Filip Driessen, en geeft dus niet toe aan zijn charmes.
Toch flirt Pieter er lustig op los, ook op de spoedafdeling, en hij is ervan overtuigd dat hij de job zal krijgen. Hij gaat hier heel ver in. Zo ver zelfs dat hij verpleegster Anne-Sophie verleidt omdat haar vader in de raad van bestuur zit.

### Vertrek
De stageperiode van Pieter, Evi en Jana loopt ten einde. De raad van bestuur houdt een vergadering, om te beslissen wie de vaste job op de spoeddienst krijgt. Al snel wordt duidelijk dat Pieter het helemaal verknald heeft. Volgens Andrea Leroy, die uit naam van het spoedteam spreekt, is hij helemaal geen teamspeler en is hij veel te arrogant om op een spoedafdeling te kunnen werken. Ook Gerrit De Maeyer, een ander lid van de raad, is niet over hem te spreken. Pieter heeft Gerrits dochter Anne-Sophie immers misbruikt om in een goed blaadje bij hem te komen. "Iemand die over lijken gaat, kunnen we op de spoeddienst wel missen", beslist de raad van bestuur. Pieter wordt ontslagen.